# Bobrky (Těšín)
Bobrky (polsky Bobrek, německy Bobrek nebo Bobersdorf) je čtvrť Těšína rozkládající se na východ od centra města.
Původně se jednalo o samostatnou vesnici poprvé zmiňovanou v roce 1316. Patřila k těšínskému knížectví a její obyvatelé se živili především zemědělstvím a chovem ryb. Roku 1802 Bobrky čítaly 464 obyvatel v 82 domech, kdežto roku 1910 už 2 820 obyvatel ve 220 domech, z čehož 80,3 % uvedlo obcovací řeč polskou (včetně těšínského nářečí), 15,7 % německou a 4 % českou. V průběhu 19. století vesnice získala povahu východního předměstí Těšína a v její západní části navazující na území města začaly vznikat průmyslové objekty a zástavba městského typu. Nejvýznamnější stavbou z té doby je budova polského učitelského ústavu v ulici Bielska (císařská silnice Těšín–Bílsko) z roku 1911, ve kterém nyní sídlí Umělecká fakulta a Fakulta etnologie a pedagogických věd Slezské univerzity v Katovicích.
Po rozdělení Těšínska v roce 1920 obec připadla Polsku a v roce 1932 byla připojena k Těšínu. V mnohém převzala úlohu odtrženého území Českého Těšína coby průmyslového předměstí a hlavního směru urbanistického vývoje. V 50. letech na jižním okraji Bobrků vzniklo sídliště Mały Jaworowy, které dostalo jméno podle stejnojmenného kopce (357 m n. m.), potom v 70. a 80. letech sídliště Podgórze zvané také Banotówka a v 80. a 90. letech v severní části sídliště Bobrek-Zachód (Bobrek-západ) a Bobrek-Wschód (Bobrek-východ), jejichž výstavba souvisela s nerealizovanými plány udělat z Polského Těšína šedesátitisícové město. 
V současnosti jsou historické Bobrky rozděleny mezi sídelní jednotky Bobrek (severní část se sídlišti Bobrek-západ a Bobrek-východ), Osiedle Podgórze (sídliště Podgórze a univerzitní areál) a Błogocice (sídliště Mały Jaworowy).
Přes Bobrky teče řeka Bobrůvka a vede výpadová silnice směrem na Bílsko-Bělou a Ustroň (ulice Bielska a Stawowa) a také zrušená železniční trať č. 190 Těšín – Bílsko-Bělá.